# Erwan Ropars
Erwan Ropars, né le 30 juillet 1950 à Quimper et décédé le 8 janvier 2015 à Ergué-Gabéric, est un musicien et compositeur breton, joueur de cornemuse écossaise, bombarde, whistle et clarinette. Surnommé Le Grand Bleu, comme le bleu glazik du costume de Quimper, il fut penn-soner du Bagad Kemper durant près de 26 ans.
Premier pipe major de Bretagne à concourir au championnat du monde de pipe band, il est le penn-soner le plus titré du championnat des bagadoù. Il reste une référence pour de nombreux sonneurs en Bretagne et de par le monde.

## Biographie
Erwan Ropars est le fils de Marie-Thérèse Hénaff (1925-2013), pianiste originaire de Pouldreuzic, et de Loeiz Ropars (1921-2007), un passionné de chant et de danse, rénovateur du fest-noz moderne. Son père, talabarder (et premier président de la Kevrenn C’hlazik, futur Bagad Kemper), lui apprend à jouer du pipeau, ainsi qu'à son frère Jefig né un an plus tard. Il danse dans le cercle celtique Eostiged ar Stangala de Quimper. À neuf ans, en voyant défiler un pipe band écossais lors des Fêtes de Cornouaille, il décide de devenir sonneur. Il intègre le bagad de Kerfeunteun, quartier nord de Quimper, alors en pénurie de sonneurs de cornemuse et apprend donc à jouer du biniou pour pallier le manque d'effectifs dans ce pupitre.
À 14 ans, il devient penn bombarde (chef de pupitre) du bagad de Kerfeunteun. Il sonne en couple avec Raymond Plouzennec pour le cercle de Quimper. En octobre 1967, Erwan Ropars rejoint le bagad Kemper et partage la fonction de penn-soner (chef d'orchestre) avec Xavier Colleter. À 18 ans, avec sa cornemuse écossaise, il prend la tête du Bagad Kemper, sous la présidence d'Hervé ar Meur. De 1969 à 1994, il est ainsi le penn-soner du bagad quimperois, avec pour tâches l'arrangement d'airs traditionnels, la conception de suites pour concours, les créations orchestrales et la composition, ainsi qu'assurer la formation.
Erwan Ropars part étudier la cornemuse en Écosse, auprès des pipers Bob Gibson et Jock Kerr du pipe band de la Police d'Edimbourg. Il transmet ses acquisitions techniques aux sonneurs du bagad et tisse des liens avec l'Écosse, débouchant sur de nombreux concerts bagad-pipe-band et des participations au championnat du monde. Entre 1975 et 1989, il dirige les enregistrements du Bagad Kemper, quatre albums sorties sous le nom « War an dachenn », sur lesquels il joue de la cornemuse et de la clarinette (treujenn gaol). En 1986, il suggère à Annie et Christian Gloaguen, ses complices tenanciers du « Bar du Coin » ouvert en 1979 à Quimper, de renommer leur établissement et propose le nom « Ceili » pour le pub, haut lieu de la culture bretonne, qui deviendra au fil des ans le navire amiral et rendez-vous incontournable des pipe-bands écossais et des bagadoù bretons pendant le festival de Cornouaille.

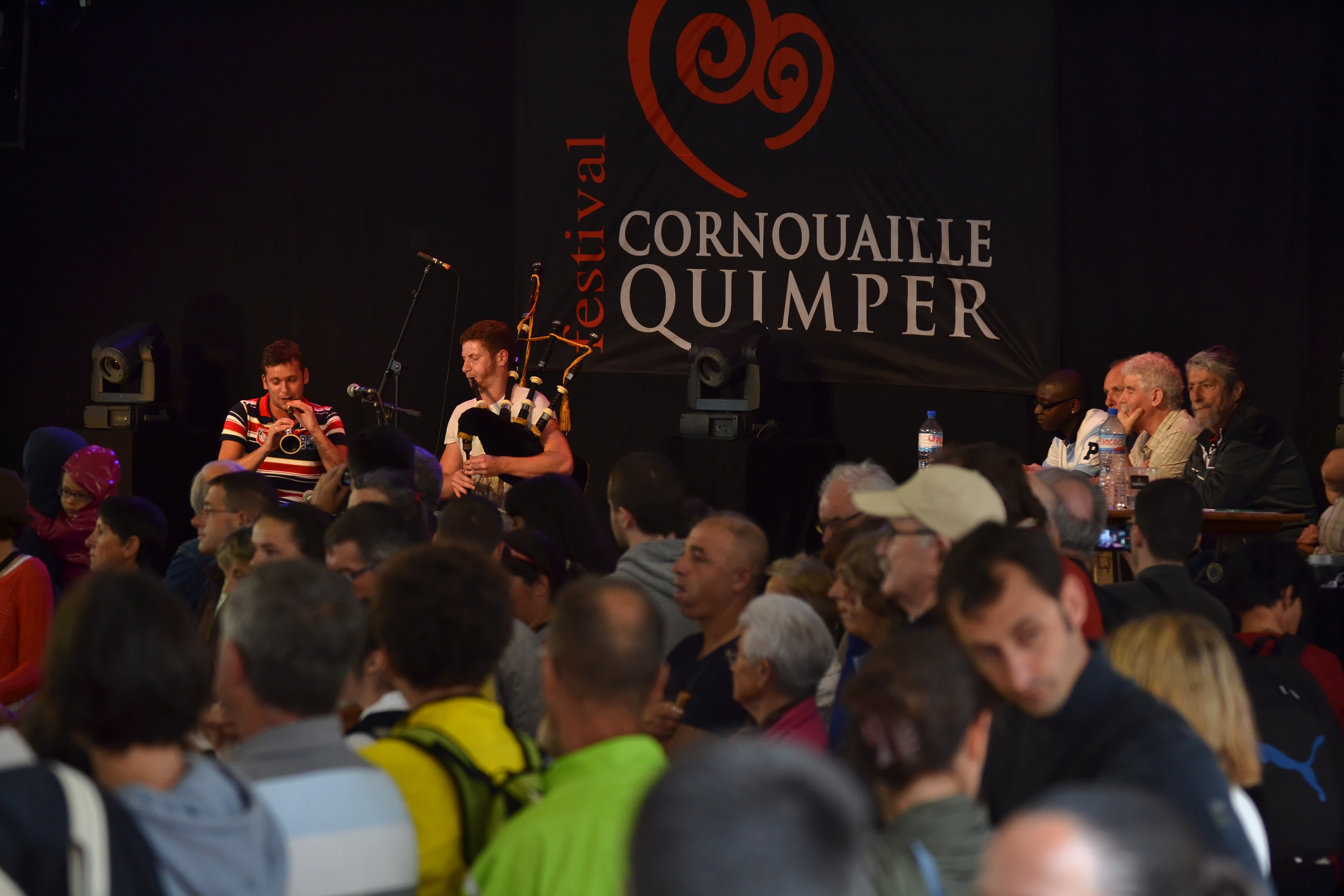
Jury du Trophée Plume de Paon 2013 au festival de Cornouaille

Dans le même temps, il sonne en couple, avec André Quéré, Raymond Plouzennec (penn-bombarde du bagad) puis avec Serge Riou. Dans une société de tradition orale, sonner en couple lui permet de se rapprocher du mode de jeu ancien, avec une liberté d'interprétation plus grande. Il remporte le Championnat des sonneurs à Gourin trois années consécutives (1974, 1975, 1976) et un dernier titre en 1992. 
Il se dirige vers l'enseignement de la musique instrumentale en commençant comme instructeur vacataire au Conservatoire de musique de Lorient. Dans les années 1980, il est vice-président de la commission « sonneurs en couple » de la fédération des sonneurs Bodadeg ar Sonerion. En 1983, il est le premier professeur de Bodadeg ar Sonerion (BAS Penn ar Bed), après avoir été un des premiers à obtenir le Diplôme d'Etat de professeur de musique traditionnelle. Il devient enseignant au conservatoire de musique de Quimper. Dans les années 1980, il est également à l'origine de la création de concerts de solistes de cornemuse rassemblant au théâtre de la ville pipers d'Écosse, d'Irlande et de Bretagne. En 1990, il fonde le bagad Glazik pour permettre aux moins expérimentés de jouer ensemble.
Il joue en solo de la Great Highland Bagpipe en do dans l'Héritage des Celtes de Dan Ar Braz. Dès 1994, cet ensemble interceltique connaît le succès en France à travers plusieurs albums et grands concerts. À ce moment, le penn-soner du bagad Kemper laisse sa place à Jean-Louis Hénaff. Au milieu des années 1990, Erwan sort son premier album. Il continue de diriger le pupitre cornemuse du Bagad Kemper jusqu'en 1998, qui, en juillet 1998, accompagne Johnny Clegg sur scène au festival de Cornouaille.
En septembre 1999, à 50 ans, il créer le Bagad Kerne et en devient penn-soner. Après la première année, l'association compte 70 membres et monte en quatrième catégorie. Il a transmis sa passion à ses enfants, Steven et Mona, qui jouent en bagad, mais aussi en tant qu'enseignant pour de nombreux sonneurs et à partir de 1996 au sein de l'école nationale de musique de Quimper. Il y élargit son enseignement à d'autres pratiques telle que la musique de couple ou la flûte traversière.
En 2003, il enregistre sur l'album de Carlos Núñez Un Galicien en Bretagne (Tro Breizh) et l'accompagne pour la tournée qui suit, avec André Le Meut à la bombarde. En 2008, à la tête du bagad Kerne il enregistre le titre Si mille choses sur l'album Le Banquet de cristal de Red Cardell et participe à de nombreux concerts de la tournée du groupe de rock quimpérois. En juillet 2009, dix ans après avoir quitté le Bagad Kemper, il remonte sur scène avec le bagad de son cœur pour un concert « best-off » au festival de Cornouaille. Fin 2014, il commence à travailler sur le répertoire des sonneurs Steven Bodénès (penn-soner du bagad Kemper) et Sylvain Hamon pour leur album Daou don dañs. Il est juge pour les concours de sonneurs organisés par la fédération Sonerion, pour la dernière fois le 20 décembre 2014. 
Le 13 janvier 2015, plus de 2 000 personnes, dont de nombreux musiciens venus de toute la Bretagne, sont réunis en la cathédrale de Quimper pour un dernier hommage à Erwan Ropars, décédé quatre jours plus tôt à l'âge de 64 ans, des suites d'une longue maladie.

## Récompenses
- Lauréat du trophée international de cornemuse solo Macallan[8]
- Avec Raymond Plouzennec, vainqueurs du Championnat des sonneurs à Gourin en 1974, 1975 et 1976 (Great Highland Bagpipe) et de la « Plume de Paon » à Quimper[28]
- Avec Serge Riou, vainqueurs du Championnat des sonneurs en 1992 (Great Highland Bagpipe).
- En tant que penn-soner du Bagad Kemper, 10 fois vainqueurs du Championnat national des bagadoù (de 1975 à 1978, 1982, 1984, 1985, 1988, 1991, 1994).
- En tant que musicien du Bagad Kemper, 3 fois vainqueurs du Championnat national des bagadoù (1995, 1997, 1998)

## Hommages

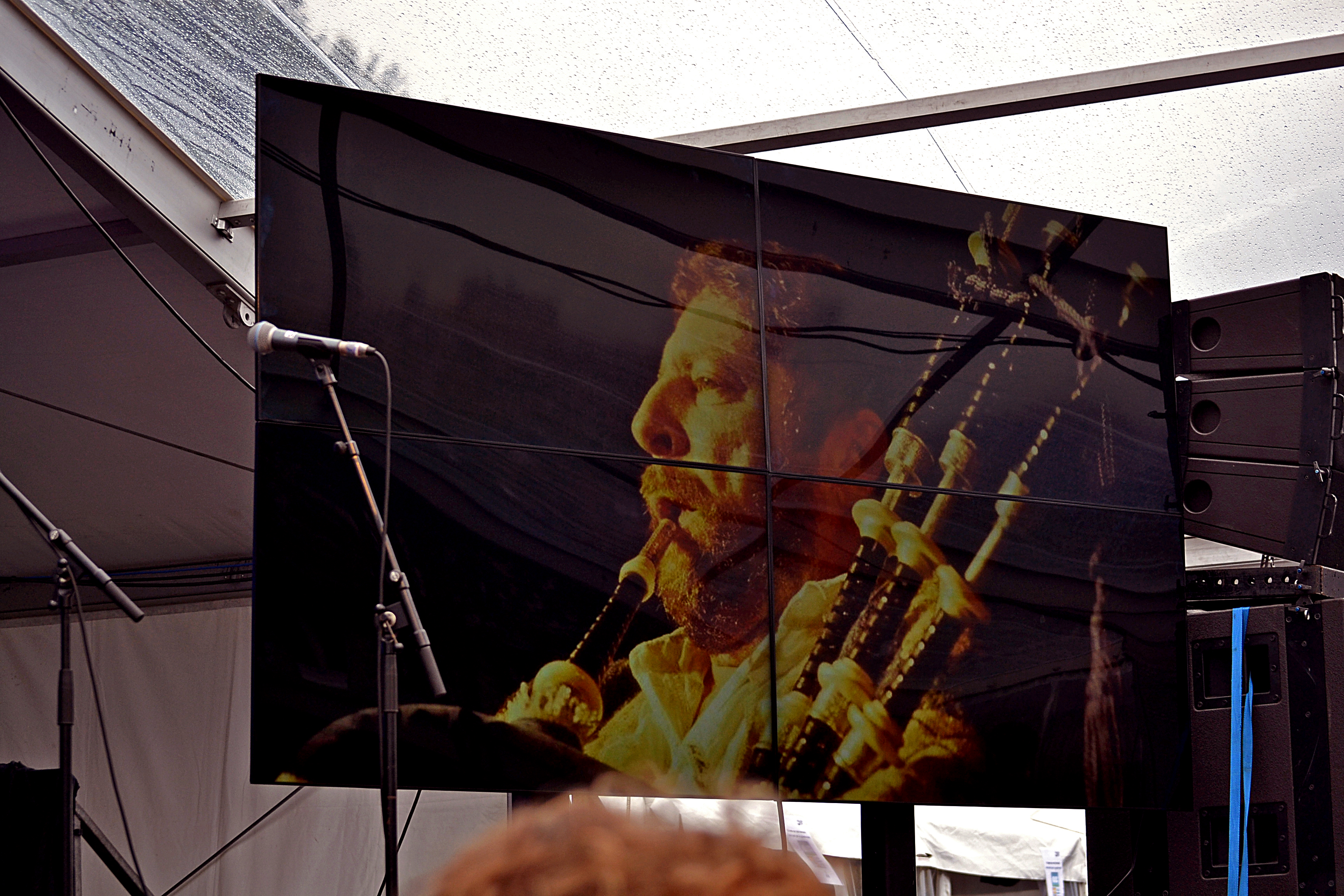
Hommage à Erwan Ropars place de la Résistance lors du festival de Cornouaille 2015.

Son décès donna lieu à des hommages rendus partout en Bretagne. Lors de ses obsèques célébrées dans la cathédrale de Quimper, ses pairs des principaux bagadoù sonnent sur le parvis, outre « Ton bale Fransou Menez », morceau incontournable des triomphes de bagadoù, Marguerite Charles, un air recueilli par Marcel Ropars auprès de Léon Braz et Yves Menguy, ainsi qu’Ar baz valan, titre phare de L’Héritage des Celtes. L'été 2015, au festival de Cornouaille, le Triomphe des sonneurs a joué la traditionnelle marche Ton bale Fransoù Minez appelée Fañch Menez (mélodie Gwir Vretoned, elle même chanson écrite par l'Abbé Conq sur la mélodie Seziz Gwengamp du Barzaz Breiz de La Villemarqué, arrangée et nommée par Erwan Ropars), puis il s'est arrêté place de la Résistance le temps d'une gavotte en trois temps (Gavotten Ar Menez, composée et jouée par Erwan Ropars). Lors du festival interceltique de Lorient, le Bagad Kemper interprète pour le concours les airs préférés du sonneur, le brodeur Pascal Jaouen lui dédie le défilé de sa collection « Gwenn-Ha-Du », Carlos Núñez lui rend hommage et une grande soirée cornemuse est organisée avec la présence de Patrick Molard et Fred Morrison notamment.
En janvier 2016, le sonneur Youenn Chapalain réalise un film hommage, Erwan, hêrezh ar bazhvalan (« un héritage vivant »), d'une durée de 52 minutes, produit par France 3 Bretagne. Il est diffusé en avant-première à l'issue du concours des bagadoù de première catégorie à Brest en février 2016. En mai 2016, le sonneur Ronan Le Bars place sur son album An erc'h kentan une composition dédiée à Erwan Ropars, Son an Ene. À la veille du festival de Cornouaille 2017, l'esplanade de la salle de musique Le Novomax à Quimper est inaugurée sous le nom de « Loeiz et Erwan Ropars », à la demande de l'association Ti ar Vro Kemper. Lors du festival interceltique 2017, une soirée cornemuses au palais des congrès rend hommage au piper Gordon Duncan ainsi qu'à Erwan Ropars.

#### Ouvrages
- Gérard Classe, Bagad Kemper, 50 ans sans relâche, hep diskrog, Blanc Silex éditions, 2000 (ISBN 2-913969-10-0)
- Collectif, Musique bretonne : Histoire des sonneurs de tradition, Douarnenez, Le Chasse-Marée / Ar Men, 1996, 511 p. (ISBN 2-903708-67-3)
- Daniel Morvan (photogr. Bernard Galéron), Bretagne, Terre de musiques, e-novation, 2001, 144 p. (ISBN 978-2-9516936-0-9), « Triompher : les coups de bélier des bagadoù en Armorique. Erwan Ropars, le maître sonneur », p. 64-65

#### Articles de presse
- Martine Lachaud, « Français, quelles sont vos racines ? - Le maître sonneur », L'Express,‎ 20 juillet 1995 (lire en ligne)
- Jean-René Jacq, « Championnat de Bretagne des sonneurs en couple. Gourin, du 4 au 6 septembre 1998 », Musique bretonne, no 150,‎ juillet 1998, p. 12-14 (lire en ligne)
- Armel Morgant, « Erwan Ropars, le Grand Bleu », Musique bretonne, no 243,‎ avril 2015, p. 13-14 (lire en ligne)
- Thelo Mell et Jean Nozac'h, « Film-hommage à Erwan Ropars », Ar Soner, no 395,‎ juillet 2016, p. 14-15

### Documentaire
- Erwan, hêrezh ar bazhvalan, de Youenn Chapalain et Thelo Mell, 2016, France 3 Bretagne, 52 min. [Vidéo du documentaire sur Youtube]